# Szin
Szin is een plaats (község) en gemeente in het Hongaarse comitaat Borsod-Abaúj-Zemplén. Szin telt 785 inwoners (2001).